# Henrik Lorendahl
Johan Henrik Lorendahl, född den 26 augusti 1974 i Upplands Väsby, är innebandyspelare som spelar på backposition för Rosersbergs ik, tidigare med AIK vilka han vunnit SM-guld. Han är den nu aktiva spelaren som gjort flest matcher i AIK:s tröja.
Moderklubben är Grimsta AIK, men han gick tidigt till AIK innebandy efter en kort sejour i Fornudden. Säsongen 2002-03 blev han vald till Årets back i Sverige. Henrik var under flertalet år given i det svenska landslaget och har med dessa bland annat tre VM-guld.